# Heliconius annetta
Heliconius annetta är en fjärilsart som beskrevs av Riffarth 1900. Heliconius annetta ingår i släktet Heliconius och familjen praktfjärilar. Inga underarter finns listade i Catalogue of Life.